# Lépirudine
La lépirudine ou r-hirudine est un anticoagulant mis au point par recombinaison génétique à partir de l'hirudine.